# Pribignew
Pribignew, anche conosciuto come  Pribignew, o Pribygnev, noto anche con lo pseudonimo di Udo o Uto (... – 1028/9), è stato un sovrano obodrita e Samtherrscher degli obodriti appartenente alla famiglia dei Naconidi.

## Biografia
Pribignew viene chiamato così da Saxo Grammaticus, mentre invece Adamo di Brema lo chiama Uto (o Udo) figlio di Mstislaw.
Con ogni probabilità Pribignew era il nome pagano, mentre Uto il nome assunto con il battesimo.
Dopo che Mstislaw fu costretto a fuggire nel 1018 a causa dell'attacco dei Lutici, nel 1020 Pribignew divenne signore di una parte degli Obodriti. Infatti le cronache dell'epoca citano altri due principi Obodriti contemporane: Anadrag (Anatrog) e Gneus (Gnew), mentre la tribù dei Wagri era sicuramente governata dal principe Sederich.
Pribignew governò fino al 1028 (o 1029) quando fu ucciso da un Sassone. Il suo successore alla guida degli Obodriti fu Ratibor, già principe dei Polabi.
Pribignew ebbe un figlio, Godescalco, che diventò principe degli Obodriti nel 1043, alla morte di Ratibor.

## Ascendenza
|           |   |   | Genitori |  |  | Nonni |  |  | Bisnonni |  |  | Trisnonni |  |
|           |   |   |          |  |  |       |  |  | Nakon    |  |  | Zbigniew  |  |
|           |   |   |          |  |  |       |  |  | Nakon    |  |  | Zbigniew  |  |
|           |   | … |          |  |  |       |  |  | Nakon    |  |  |           |  |
| Mstivoj   |   |   |          |  |  |       |  |  | Nakon    |  |  |           |  |
|           |   | … | …        |  |  |       |  |  |          |  |  |           |  |
|           |   | … | …        |  |  |       |  |  |          |  |  |           |  |
|           |   | … | …        |  |  |       |  |  |          |  |  |           |  |
| Mstislaw  |   | … |          |  |  |       |  |  |          |  |  |           |  |
|           |   | … | …        |  |  |       |  |  |          |  |  |           |  |
|           |   | … | …        |  |  |       |  |  |          |  |  |           |  |
|           |   | … | …        |  |  |       |  |  |          |  |  |           |  |
| …         |   | … |          |  |  |       |  |  |          |  |  |           |  |
|           |   | … | …        |  |  |       |  |  |          |  |  |           |  |
|           |   | … | …        |  |  |       |  |  |          |  |  |           |  |
|           |   | … | …        |  |  |       |  |  |          |  |  |           |  |
| Pribignew |   | … |          |  |  |       |  |  |          |  |  |           |  |
|           | … | … |          |  |  |       |  |  |          |  |  |           |  |
|           | … | … |          |  |  |       |  |  |          |  |  |           |  |
|           | … | … |          |  |  |       |  |  |          |  |  |           |  |
| …         | … |   |          |  |  |       |  |  |          |  |  |           |  |
|           |   | … | …        |  |  |       |  |  |          |  |  |           |  |
|           |   | … | …        |  |  |       |  |  |          |  |  |           |  |
|           |   | … | …        |  |  |       |  |  |          |  |  |           |  |
| …         |   | … |          |  |  |       |  |  |          |  |  |           |  |
|           |   | … | …        |  |  |       |  |  |          |  |  |           |  |
|           |   | … | …        |  |  |       |  |  |          |  |  |           |  |
|           |   | … | …        |  |  |       |  |  |          |  |  |           |  |
| …         |   | … |          |  |  |       |  |  |          |  |  |           |  |
|           |   | … | …        |  |  |       |  |  |          |  |  |           |  |
|           |   | … | …        |  |  |       |  |  |          |  |  |           |  |
|           |   | … | …        |  |  |       |  |  |          |  |  |           |  |
|           |   | … |          |  |  |       |  |  |          |  |  |           |  |